# Clot de Galvany
El Clot de Galvany és un Paratge Natural Municipal del municipi d'Elx (Baix Vinalopó). Declarat per Acord del Consell de la Generalitat Valenciana amb data 21 de gener de 2005, compta amb una superfície de 366,31 ha, es troba al tram litoral, al límit nord-oest del ventall al·luvial del riu Vinalopó.
El Clot de Galvany és un enclavament de gran valor ambiental. S'hi poden distingir diferents ecosistemes que contenen una flora i fauna de gran rellevància a escala autonòmica i fins i tot estatal. Així, en podem destacar la presència d'espècies d'avifauna, com ara la rosseta, l'oroval, l'ànec capblanc i el roget. Entre els amfibis cal destacar el tòtil i la granota verda, com també una gran varietat de rèptils. Aquest paratge també destaca per la presència de diverses comunitats faunístiques dunars, saladars i comunitats palustres. En destaquen endemismes com els Limonuis furfuraceum i supinum.
El Clot de Galvany atresora la millor formació dunar de la província d'Alacant i una de les millors del País Valencià, amb un sistema de dunes mòbils, semifixes i fixes, que en temps pretèrits i des de la dècada dels seixanta foren destruïdes per la intensa activitat urbanística desenvolupada en el context del fort creixement de la demanda residencial vinculada amb la intensa activitat urbanística de les zones litorals alacantines.
Cal remarcar també que part de l'àmbit territorial del paratge s'ha inclòs en el Catàleg de zones humides, que va ser aprovat per Acord de 10 de setembre de 2002, del Consell de la Generalitat Valenciana, i en la Llista inicial de Llocs d'Interés Comunitari (LIC) del País Valencià.